# Noragugume
Noragugume (en sard, Noragugume) és un municipi italià, dins de la província de Nuoro. L'any 2007 tenia 378 habitants. Es troba a la regió de Marghine. Limita amb els municipis de Bolotana, Dualchi, Ottana, Sedilo (OR) i Silanus.

## Administració
| Període | Identitat     | Partit        |
| ------- | ------------- | ------------- |
| 2005-   | Michele Corda | Llista cívica |